# Polyplectropus mignonae
Polyplectropus mignonae is een schietmot uit de familie Polycentropodidae. De soort komt voor in het Neotropisch gebied.